# Duitse hiphop

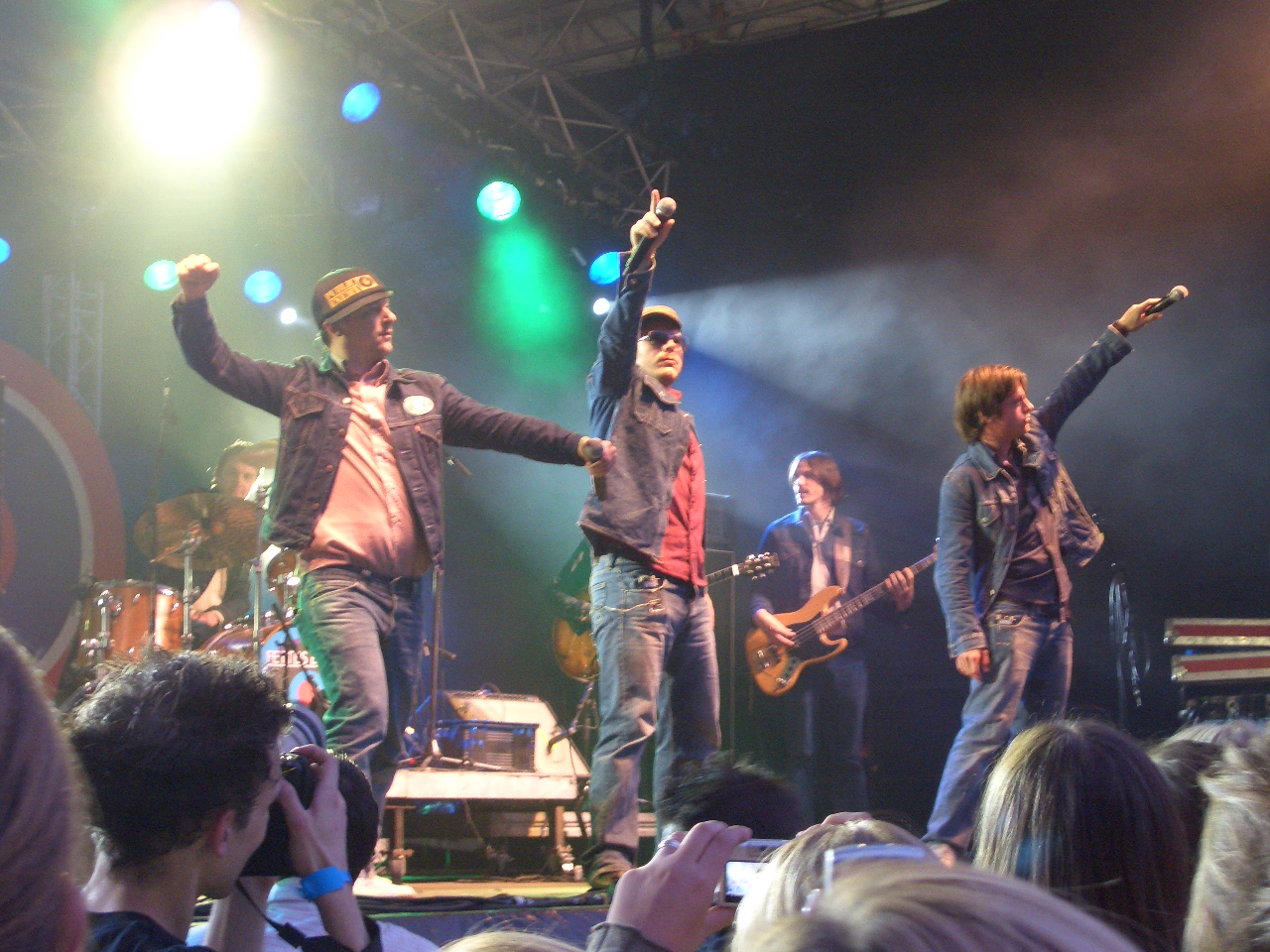
Fettes Brot

Duitse hiphop is de Duitse manifestatie van de hiphopmuziek. Die Fantastischen Vier was de eerste Duitse hiphopgroep die succes bereikte, en zij wisten rond 1992 meer aanhangers voor de hiphop te winnen.
Er zijn twee soorten Duitse hiphop: underground en commercieel. Bekende artiesten zijn onder meer Sido, Bushido, Samy Deluxe en Kool Savas. Bekende labels zijn Ersguterjunge, Optik Records, Amstaff MuzX en Aggro Berlin.
Sinds 2001 leeft de Duitse hiphopcultuur in verscheidene vormen in onder andere Berlijn, Düsseldorf, Stuttgart, Hamburg, Frankfurt am Main en het Ruhrgebied.